# Суман Кунду
Суман Кунду (англ. Suman Kundu; нар. 24 грудня 1988, село Калуа, округ Джинд, штат Хар'яна) — індійська борчиня вільного стилю, бронзова призерка чемпіонату Азії, бронзова призерка чемпіонату Співдружності, бронзова призерка Ігор Співдружності.

## Життєпис
Народилася в бідній сільській родині. Є старшою з чотирьох братів і сестер. Боротьбою почала займатися з 2003 року. Коли Суман почала досягати успіхів на міжнародній арені, у її родини не було навіть телевізора, щоб побачити її виступи і вони ходили дивитись їх до сусідів. Суман надихнула своїх сестер на те, щоб теж зайнятись боротьбою.
У 2008 році завоювала срібну медаль чемпіонату Азії серед юніорів. Виступала за борцівський клуб стадіону Чхоту Рама, Рохтак. Тренер — Ішвар Сінгх.

## Спортивні результати на міжнародних змаганнях

### Виступи на Чемпіонатах світу
| Змагання                        | Збірна | Вагова категорія          | Місце |
| ------------------------------- | ------ | ------------------------- | ----- |
| Чемпіонат світу з боротьби 2007 | Індія  | жіноча боротьба, до 67 кг | 9     |
| Чемпіонат світу з боротьби 2008 | Індія  | жіноча боротьба, до 67 кг | 5     |
| Чемпіонат світу з боротьби 2014 | Індія  | жіноча боротьба, до 69 кг | 23    |

### Виступи на Чемпіонатах Азії
| Змагання                       | Збірна | Вагова категорія          | Місце  |
| ------------------------------ | ------ | ------------------------- | ------ |
| Чемпіонат Азії з боротьби 2008 | Індія  | жіноча боротьба, до 67 кг | 5      |
| Чемпіонат Азії з боротьби 2009 | Індія  | жіноча боротьба, до 63 кг | 5      |
| Чемпіонат Азії з боротьби 2010 | Індія  | жіноча боротьба, до 63 кг | Бронза |
| Чемпіонат Азії з боротьби 2015 | Індія  | жіноча боротьба, до 69 кг | 8      |

### Виступи на Азійських іграх
| Змагання           | Збірна | Вагова категорія          | Місце |
| ------------------ | ------ | ------------------------- | ----- |
| Азійські ігри 2010 | Індія  | жіноча боротьба, до 63 кг | 5     |

### Виступи на Іграх Співдружності
| Змагання                | Збірна | Вагова категорія          | Місце  |
| ----------------------- | ------ | ------------------------- | ------ |
| Ігри Співдружності 2010 | Індія  | жіноча боротьба, до 63 кг | Бронза |

### Виступи на Чемпіонатах Співдружності
| Змагання                                | Збірна | Вагова категорія          | Місце  |
| --------------------------------------- | ------ | ------------------------- | ------ |
| Чемпіонат Співдружності з боротьби 2011 | Індія  | жіноча боротьба, до 63 кг | Бронза |

### Виступи на інших змаганнях
| Змагання                                                       | Збірна | Вагова категорія          | Місце |
| -------------------------------------------------------------- | ------ | ------------------------- | ----- |
| Олімпійський кваліфікаційний турнір з боротьби 2008 (Едмонтон) | Індія  | жіноча боротьба, до 63 кг | 20    |
| Міжнародний меморіал Дейва Шульца 2009                         | Індія  | жіноча боротьба, до 63 кг | 5     |

### Виступи на змаганнях молодших вікових груп
| Змагання                                      | Збірна | Вагова категорія          | Місце  |
| --------------------------------------------- | ------ | ------------------------- | ------ |
| Чемпіонат Азії з боротьби серед юніорів 2005  | Індія  | жіноча боротьба, до 67 кг | 5      |
| Чемпіонат світу з боротьби серед юніорів 2005 | Індія  | жіноча боротьба, до 67 кг | 9      |
| Чемпіонат Азії з боротьби серед юніорів 2008  | Індія  | жіноча боротьба, до 63 кг | Срібло |
| Чемпіонат світу з боротьби серед юніорів 2008 | Індія  | жіноча боротьба, до 63 кг | 7      |